# تشن جيانغوا
تشن جيانغوا (بالصينية: 陈江华) مواليد 12 مارس 1989 في غوانزو، غوانغدونغ، الصين، هو لاعب كرة سلة صيني. بدأ مسيرته الاحترافية في سنة 2005. يلعب مع فريق غوانغدونغ ساوثرن تايغرز في الرابطة الصينية لكرة السلة كلاعب هجوم خلفي. يحمل الرقم 6. يبلغ طوله 6 قدم 2 بوصة (1.9 م). مثّل منتخب بلاده. شارك في دورة الألعاب الأولمبية الصيفية سنة 2008.

## سجل المنافسة
شارك في المنافسات التالية:
- الألعاب الأولمبية الصيفية 2008
- الألعاب الأولمبية الصيفية 2012

## روابط خارجية
- تشن جيانغوا على موقع الاتحاد الدولي لكرة السلة (الإنجليزية)
- تشن جيانغوا على موقع كرة السلة الأوروبية.كوم (الإنجليزية)
- تشن جيانغوا على موقع ريلجم (الإنجليزية)
- تشن جيانغوا على موقع بروبوليرز (الإنجليزية)
- تشن جيانغوا على موقع سبورتس رفرنس (الإنجليزية)
- تشن جيانغوا على موقع أوليمبيديا (الإنجليزية)